# Cary Challenger 2022
Il Cary Challenger 2022 è stato un torneo maschile tennis professionistico. È stata la 9ª edizione del torneo, facente parte della categoria Challenger 80 nell'ambito dell'ATP Challenger Tour 2022, con un montepremi di 53 120 $. Si è svolto dal 12 al 18 settembre 2022 sui campi in cemento del Cary Tennis Park di Cary, negli Stati Uniti.

## Partecipanti

### Teste di serie
| Nazionalità | Giocatore           | Ranking* | Testa di serie |
| ----------- | ------------------- | -------- | -------------- |
| Stati Uniti | Denis Kudla         | 96       | 1              |
| Australia   | Jordan Thompson     | 102      | 2              |
| Stati Uniti | Stefan Kozlov       | 111      | 3              |
| Argentina   | Juan Pablo Ficovich | 128      | 4              |
| Argentina   | Facundo Mena        | 131      | 5              |
| Australia   | Aleksandar Vukic    | 132      | 6              |
| Stati Uniti | Michael Mmoh        | 155      | 7              |
| Germania    | Dominik Koepfer     | 161      | 8              |

* Ranking al 29 agosto 2022.

### Altri partecipanti
I seguenti giocatori hanno ricevuto una wild card per il tabellone principale:
- Martin Damm
- Ryan Seggerman
- Braden Shick

I seguenti giocatori sono entrati in tabellone come alternate:
- Nick Chappell
- Tennys Sandgren

I seguenti giocatori sono passati dalle qualificazioni:
- Henry Patten
- Ryan Harrison
- Donald Young
- Cannon Kingsley
- Garrett Johns
- Daniil Glinka

## Campioni

### Singolare
Michael Mmoh ha sconfitto in finale  Dominik Koepfer con il punteggio di 7–5, 6–3.

### Doppio
Nathaniel Lammons  /  Jackson Withrow hanno sconfitto in finale  Treat Conrad Huey /  John-Patrick Smith con il punteggio di 7–5, 2–6, [10–5].